# 증국번
증국번(중국어 간체자: 曾国藩, 정체자: 曾國藩, 병음: Zēng Guófān 쩡궈판[*], 1811년 11월 26일 ~ 1872년 3월 12일)은 청나라 말기의 군인, 정치가·학자이다. 본명은 자성(子城)이고, 자는 백함(伯函), 호는 척생(滌生)이며, 사후 문정(文正)이라는 시호가 하사되었다. 약체화된 청나라 조정의 군대를 대신해 상군을 조직하여 태평천국의 난을 평정했고, 양무 운동에도 노력을 기울였으며, 이홍장, 좌종당 등 청나라 말기의 많은 인재들을 길러냈다.

## 생애
1811년(가경 16년), 후난성 상향현(현재는 쌍봉현)에서 증린서의 장남으로 태어났다.(증자의 70세손) 1838년(도광 18년)에 진사에 합격하여 중앙 관청의 여러 직책을 역임했다.
1852년(함풍 2년), 예부우시랑 재직 중에 어머니의 사망으로 상을 치르기 위해 귀향했다. 전년인 1851년(함풍 원년)에 태평천국의 난이 발발하여, 청나라 정규군인 팔기군이 진압에 나섰지만, 연전연패했다. 팔기군은 대를 이어 내려오면서 귀족화되어 약화되어 있었다. 이 때문에 청나라 정부는 각지의 향신들에게 향용이라는 임시군의 징집을 명령했다. 명령을 받은 증국번은 여러 단련을 정리하여 향용을 조직했다. 이것이 상군이었으며 힘을 발휘하여 궁극적으로 태평천국군에게 승리하는 원동력이 되었다.
1854년(함풍 4년), 상군은 무창을 수복했지만, 군기대신 기준조가 상군을 위험성을 지적하는 상소를 올렸기 때문에 병부시랑의 대우만 받았을 뿐이었다. 1855년, 태평천국군의 공격을 받아 무창이 함락된 후 남창에서 1년동안 매달리며 상군을 재건했다. 1857년, 부친이 사망했지만, 비상시(奪情起復)였기 때문에, 상복을 입지 않았다.
1858년, 상군은 구강을, 1860년에는 안경을 포위했고, 이듬해 1861년에 함락시켰다. 같은 해 조정은 증국번에 대해 우려를 표했지만, 정부군으로서도 다른 방도가 없었기 때문에 호부상서 숙순은 증국번을 양강총독과 흠차대신으로 추천했다. 또한, 강소성이 상해를 제외하고는 모두 태평천국에 점령당한 상태였기 때문에, 원병으로 부하인 이홍장을 안휘성에 파견했다. 이홍장은 그곳에서 증국번과 마찬가지로 기존의 단련을 바탕으로 향용을 조직하여 회군을 만들고 1862년(동치 원년)에 상해로 가서 태평천국과 싸웠다.
1864년(동치 원년)부터 1864년(동치 3년)에 걸쳐 이홍장은 강소성 대부분을 탈환했다. 증국번도 안휘성에서 태평천국을 협공할 태세를 갖추고, 동치 3년 천경공방전에서 격전 끝에 태평천국군의 수도 천경을 함락시키고, 태평천국을 멸망시켰다. 이 공적으로 후작의 봉작을 받게 된다.
태평천국의 난이 평정된 후 그의 공적과 남아있던 대규모의 병력은 조정의 경계대상이 되었다. 증국번은 상군을 해산시키는 조치로 이를 피한다.
증국번은 양무운동에도 참여하여, 서양식 무기 공장을 만들고, 유학생을 파견했다. 또한 후진 양성에도 주력하여 막하에서 이홍장, 좌종당 같은 많은 인재를 배출했다.
1865년(동치 4년), 염군과 싸우고 있던 보르지기트 셍게린첸이 패사하자, 토벌을 명받았지만, 성과를 거두지 못했기 때문에 이듬해 1866년에 이홍장으로 교체됐다. 1868년, 청나라를 섬기는 한족으로서는 처음으로 지방관의 최고위직에 해당하는 직례총감이 되었다. 재임 중인 1870년에 천진교안이 발생하자 그 처리를 담당했다. 같은 해에 양강총독 마신이가 암살되면서 증국번은 직례총독을 이홍장에게 양보하고, 양강총독에 복귀했다. 1872년(동치 11년), 재직 중 60세를 일기로 사망했다.

### 가족
동생인 증국화 · 증국전 · 증정간은 모두 상군에 참가하여 태평천국과 싸웠다. 증국화와 증정간은 모두 죽었지만, 살아남은 증국전은 양광총독에 임명되었다. 또한 장남인 증기택은 외교관으로서 출세했다. 그의 손자, (증국번으로부터 4대) 증기농은 중화민국(대만)의 교육자와 외교관으로 활약했다. 그는 태평천국의 장군(충왕)으로 증국번에 의해 처형된 이수성이 쓴 〈이수성자술〉(李秀成自述)을 간행했고, 증가에 전해지고 있던 이수성의 친필본을 타이베이의 국립고궁박물관에 기증했다.

### 저서
증국번은 문인으로도 유명하며, 그 작품은 《증문정공전집》(曾文正公全集), 《증문정공수서일기》(曾文正公手書日記)에 정리되어 있다. 그는 또한 주자학자로도 유명했다.

## 저서
(책)저서로 다음과 같은 것들이 있다.
- 《치학논도지경》 (治學論道之經)
- 《지가교자지술》 (持家教子之術)
- 《빙감》 (冰鑒)
- 《증국번가서》 (曾國藩家書)

### 잠언
증국번의 <오구잠언>
1. 뜻을 세워라.
2. 공경한 태도를 지켜라.
3. 고요함을 유지하라.
4. 말을 삼가라.
5. 향상됨이 있어야 한다.

부귀로운 사람은 이 말을 잊지 말아야 한다."
1. 성공적인 인생은 굳센 의지에 달려있다.
2. 일을 이루려면 자신을 단련해야 한다.
3. 교만은 최대의 적이다.

등의 잠언도 유명하다.
증국번은 근검을 주장했던 묵자의 사상을 중심으로 삼고 도가사상을 활용하였다고 하지만, 실은 1858년 이전엔 묵자를 중심으로 하고 법가사상을 활용하였다. 그리고 1858년 이후부터 비로소 부드러움과 순리를 따르는 태도로 변했다.(출처: 인생조종법)

## 같이 보기
- 태평천국의 난
- 양무운동